# Carlo Didimi
Carlo Didimi (Treia, 6 maggio 1798 – Treia, 4 giugno 1877) è stato un pallonista italiano.

## Biografia
Carlo Didimi è stato uno dei più grandi giocatori di pallone col bracciale, da molti esperti considerato il più forte di sempre nel ruolo di battitore. Figlio di Francesco e Pasqualina Ercolani, ambedue nobili, ebbe titolo di conte; si dedicò all'attività atletica in età infantile. Fu un vero e proprio divo degli sferisteri osannato dai tifosi contemporanei e mitizzato in numerosi libri che esaltano le sue tante vittorie. Da ricordare, tra l'altro, il record del lancio della palla stabilito, nel luglio del 1823, nello sferisterio di Forlì, inaugurato proprio in quell'anno.
Il 12 dicembre 1828 sposò Casilde Broglio, dalla quale ebbe otto figli, dei quali due, Gervasia e Anna, morirono in tenera età. Dopo il fallimento dei moti rivoluzionari del 1831, Didimi essendo attivista mazziniano fu denunciato ma poi, quando diventò papa Pio IX, fu politicamente riabilitato svolgendo attività di amministratore comunale dal 1847 al 1849 a Treia. Grazie ai premi vinti nei vari tornei, accumulò una notevole fortuna: difatti nel maggio 1830 richiedeva per una sua esibizione un compenso pari a non meno di 600 scudi romani mentre un maestro elementare dello Stato Pontificio intascava dai 25 ai 60 scudi all'anno. Il campione morì vedovo; a Didimi fu dedicata la canzone civile A un vincitore nel pallone dal suo coetaneo Giacomo Leopardi, dopo che il poeta lo vide giocare nel celebre sferisterio di Macerata.

## Il ricordo dei tifosi
I tifosi del campione onorarono la sua memoria intitolando a Didimi lo sferisterio e una via del suo paese natale. Inoltre a Treia, ogni anno dal 1978, nella prima settimana di agosto, ha luogo la rievocazione storica disfida del bracciale, che, naturalmente, si svolge in onore del leggendario Carlo Didimi; la festa porta annualmente a Treia migliaia di visitatori alcuni dei quali provenienti anche dall'estero.